# Leslie Cliff
Leslie Cliff   (Vancouver, 11 de març de 1955), coneguda de casada com a Leslie Tindle, és una nedadora canadenca, ja retirada, especialista en estils, que va competir durant la dècada de 1970.
El 1972 va prendre part en els Jocs Olímpics d'Estiu de Múnic, on va disputar sis proves del programa de natació. Guanyà la medalla de plata en els 400 metres estils, mentre en els 200 metres estils fou cinquena i en els 4x100 metres estils i 4x100 metres lliures fou setena com a resultats més destacats.
En el seu palmarès també destaquen tres medalles d'or i dues de plata als Jocs Panamericans de 1971 i dues d'or als Jocs de la Commonwealth de 1974. Tot i ser canadenca, va guanyar el Campionat Nacional Britànic dels 400 i 800 metres lliures i dels 200 i 400 metres estils de 1974.
Fou inclosa al BC Sports Hall of Fame el 1976, al Canada Sports Hall of Fame el 1984 i al Canadian Olympic Hall of Fame el 1997.